# 꼬마도롱뇽
꼬마도롱뇽(학명: Hynobius unisacculus)은 도롱뇽의 일종이다. 한국의 고유종으로 전라남도 고흥군(나로도 포함), 순천시, 보성군, 여수시 등에 분포한다. 산지 숲속에 서식하며, 몸길이는 3.8 ~ 6.0cm이다. 2016년 신종으로 기재되었다.